# Конопкі-Великі
Конопкі-Великі (пол. Konopki Wielkie, нім. Groß Konopken) — село в Польщі, у гміні Мілки Гіжицького повіту Вармінсько-Мазурського воєводства.
Населення — 410 осіб (2011).

## Демографія
Демографічна структура станом на 31 березня 2011 року:
|          | Загалом | Допрацездатний вік | Працездатний вік | Постпрацездатний вік |
| -------- | ------- | ------------------ | ---------------- | -------------------- |
| Чоловіки | 211     | 48                 | 143              | 20                   |
| Жінки    | 199     | 48                 | 111              | 40                   |
| Разом    | 410     | 96                 | 254              | 60                   |